# Eduard Chawrow
Eduard Anatolijowycz Chawrow, ukr. Едуард Анатолійович Хавров (ur. 14 października 1969 w Żdanowie) – ukraiński piłkarz, grający na pozycji pomocnika, trener piłkarski.

## Kariera piłkarska
W 1987 rozpoczął karierę piłkarską w miejscowym klubie Nowator Żdanow, w którym zagrał w 3 oficjalnych meczach Wtoroj ligi ZSRR. W latach 1990–1991 klub występował w amatorskich rozgrywkach Mistrzostw Ukraińskiej SRR. Po uzyskaniu niepodległości przez Ukrainę bronił barw klubu Azowmasz Mariupol, występującego w Amatorskiej lidze Ukrainy. Latem 1994 przeszedł do AFK-UOR Mariupol, w której zakończył karierę piłkarza w roku 1995.

## Kariera trenerska
Karierę szkoleniowca rozpoczął po zakończeniu kariery piłkarza. W 2000 został zaproszony do sztabu szkoleniowego Illicziwca Mariupol. Od 2005 do 2006 prowadził amatorski Portowyk Mariupol. W latach 2008–2015 kierował zespołem U-21 Illicziwca, który występował w młodzieżowych mistrzostwach Ukrainy. W sezonie 2013/14 zespół zdobył młodzieżowe mistrzostwo Ukrainy. Pomagał także trenować Illicziweć-2 Mariupol. 12 listopada 2015 roku został mianowany głównym trenerem klubu Inhułeć Petrowe. Pod jego kierownictwem drużyna awansowała do Pierwszej ligi. Ale po 5 kolejkach z powodu nieudanego startu klub postanowił zwolnić trenera. 29 sierpnia 2017 roku stał na czele Polissia Żytomierz. Jednak już w listopadzie 2017 roku wraz z 11 podstawowymi zawodnikami opuścił drużynę. W latach 2018–2019 prowadził Krystał Czortków. 9 lipca 2019 został mianowany na stanowisko głównego trenera Krystału Chersoń. 29 września 2020 podał się do dymisji. 14 stycznia 2021 objął prowadzenie klubem Enerhija Nowa Kachowka.

## Sukcesy i odznaczenia

### Sukcesy piłkarskie
Nowator Mariupol
- mistrz Ukraińskiej SRR: 1991

### Sukcesy trenerskie
Illicziweć Mariupol U-21
- mistrz Młodzieżowych Mistrzostw Ukrainy: 2013/14

Inhułeć Petrowe
- brązowy medalista Ukraińskiej Drugiej Ligi: 2015/16